# Lotfi Khaïda
Lotfi Khaïda, född 20 december 1968, är en algerisk friidrottare. Han deltog vid olympiska sommarspelen 1988 och olympiska sommarspelen 1992.